# Anelasmocephalus osellai
Anelasmocephalus osellai is een hooiwagen uit de familie kaphooiwagens (Trogulidae). De wetenschappelijke naam van Anelasmocephalus osellai gaat terug op J. Martens & C. Chemini.